# Czekając na trzęsienie ziemi
Czekając na trzęsienie ziemi – singel promocyjny zespołu Pidżama Porno, wydany w 2007 roku przez wytwórnię S.P. Records. Singel wydano tylko dla stacji radiowych – nie był dostępny w sprzedaży. Każdy egzemplarz jest numerowany. Egzemplarze nie posiadają numeru katalogowego.
Utwór po raz pierwszy ukazał się na płycie pt. Złodzieje zapalniczek (1997). W 2007 roku nowa wersja piosenki (i teledysk do niej) promowała nową wersję albumu Złodzieje zapalniczek oraz pierwsze DVD zespołu pt. Finalista!. Piosenka zadebiutowała na „Liście Przebojów Programu Trzeciego” 13 kwietnia 2007 (notowanie nr 1315) na 31. miejscu czyli na pierwszym miejscu tzw. „poczekalni”.

## Lista utworów
1. "Czekając na trzęsienie ziemi" – 3:59

## Notowania
| Lista                              | Pozycja |
| ---------------------------------- | ------- |
| Lista Przebojów Programu Trzeciego | 17      |